# Shin Hong-gi
Shin Hong-gi (* 4. Mai 1968) ist ein ehemaliger südkoreanischer Fußballspieler und späterer -trainer.

## Karriere

### Spieler

#### Klub
Nach seiner Zeit bei der Mannschaft der Hanyang University wechselte Shin Anfang 1991 zu Ulsan Hyundai, wo er insgesamt sieben Jahre aktiv war und mit seiner Mannschaft auch einmal Meister wurde. Danach schloss er sich noch einmal ab der Spielzeit 1998 den Suwon Bluewings an, mit denen er zwei weitere Meisterschaften wie auch zwei Mal den Ligapokal gewann. Nach der Saison 2001 beendete er schließlich seine Karriere als Spieler.

#### Nationalmannschaft
Sein erstes Spiel für die südkoreanische Nationalmannschaft war am 22. August 1992 ein 0:0-Freundschaftsspiel gegen Japan. Nach weiteren Freundschaftsspielen in den nächsten Jahren wurde er ab Mai 1993 auch in der Qualifikation für die Weltmeisterschaft 1994 eingesetzt. Nach der final geschafften Qualifikation wurde er dann auch für den Kader bei der Weltmeisterschaft 1994 nominiert und bekam Einsätze in allen drei Gruppenspielen.
Nach diesem Turnier erhielt er weiterhin Einsätze in Freundschaftsspielen und wurde auch nach der erfolgreichen Qualifikation Teil des Kaders bei der Asienmeisterschaft 1996. Nach dem Ende des Turniers dauerte es knapp drei Jahre bis zu seinem nächsten und dann auch letzten Spiel im Nationaldress. Es war am 28. März 1999 ein 1:0-Freundschaftsspielsieg über Brasilien.

### Trainer
Anfang 2003 wurde er Trainer der Mannschaft der Samil Technical High School und wechselte von hier im Sommer 2005 als Co-Trainer zu Jeonbuk Hyundai. Hier blieb er bis Dezember 2011, wonach er unter gleichem Posten bei der südkoreanischen Nationalmannschaft wirkte. Seine Zeit hier endete schließlich im Sommer 2013, von da an war er noch einmal bis Ende August 2014 Co-Trainer bei Jeonbuk Hyundai.